# Marek Hamšík
Marek Hamšík (sinh ngày 27 tháng 7 năm 1987) là một nam huấn luyện viên bóng đá kiêm cựu cầu thủ bóng đá chuyên nghiệp người Slovakia từng thi đấu ở vị trí tiền vệ. Được đánh giá là một trong những tiền vệ xuất sắc nhất thế giới trong thế hệ của mình, anh nổi tiếng nhờ lối chơi giàu tốc độ, thể lực, kỹ thuật chơi bóng tốt và khả năng tạo cơ hội tốt cho các đồng đội. Bên cạnh đó, anh còn được xem là một tiền vệ toàn diện khi có thể thi đấu ở mọi vị trí trên sân.

## Sự nghiệp

### Câu lạc bộ
Anh từng là một trong những cầu thủ quan trọng nhất của Napoli. Cùng với Ezequiel Lavezzi và Edinson Cavani hợp thành 'bộ 3 nguyên tử trên hàng công của Napoli.

### Quốc tế
Anh từng là đội trưởng của Slovakia tại World Cup 2010 và Euro 2016, hai giải đấu mà anh và các đồng đội đều góp mặt ở vòng 16 đội.

## Thống kê

### Câu lạc bộ
| Câu lạc bộ           | Mùa giải            | Giải đấu             | Giải đấu | Giải đấu | Cúp quốc gia | Cúp quốc gia | Châu lục | Châu lục | Khác | Khác | Tổng cộng | Tổng cộng |
| Câu lạc bộ           | Mùa giải            | Hạng                 | Trận     | Bàn      | Trận         | Bàn          | Trận     | Bàn      | Trận | Bàn  | Trận      | Bàn       |
| -------------------- | ------------------- | -------------------- | -------- | -------- | ------------ | ------------ | -------- | -------- | ---- | ---- | --------- | --------- |
| Slovan Bratislava    | 2004–05             | 2. Liga              | 6        | 1        | 0            | 0            | —        | —        | —    | —    | 6         | 1         |
| Slovan Bratislava    | Tổng cộng           | Tổng cộng            | 6        | 1        | 0            | 0            | —        | —        | —    | —    | 6         | 1         |
| Brescia              | 2004–05             | Serie A              | 1        | 0        | 0            | 0            | —        | —        | —    | —    | 1         | 0         |
| Brescia              | 2005–06             | Serie B              | 24       | 0        | 4            | 1            | —        | —        | —    | —    | 28        | 1         |
| Brescia              | 2006–07             | Serie B              | 40       | 10       | 5            | 1            | —        | —        | —    | —    | 45        | 11        |
| Brescia              | Tổng cộng           | Tổng cộng            | 65       | 10       | 9            | 2            | —        | —        | —    | —    | 74        | 12        |
| Napoli               | 2007–08             | Serie A              | 37       | 9        | 3            | 1            | —        | —        | —    | —    | 40        | 10        |
| Napoli               | 2008–09             | Serie A              | 32       | 9        | 2            | 1            | 6        | 2        | —    | —    | 40        | 12        |
| Napoli               | 2009–10             | Serie A              | 37       | 12       | 2            | 0            | —        | —        | —    | —    | 39        | 12        |
| Napoli               | 2010–11             | Serie A              | 37       | 11       | 2            | 0            | 10       | 2        | —    | —    | 49        | 13        |
| Napoli               | 2011–12             | Serie A              | 37       | 9        | 5            | 1            | 8        | 2        | —    | —    | 50        | 12        |
| Napoli               | 2012–13             | Serie A              | 38       | 11       | 1            | 0            | 4        | 0        | 1    | 0    | 44        | 11        |
| Napoli               | 2013–14             | Serie A              | 28       | 7        | 5            | 0            | 8        | 0        | —    | —    | 41        | 7         |
| Napoli               | 2014–15             | Serie A              | 35       | 7        | 4            | 1            | 14       | 0        | 54   | 13   |           |           |
| Napoli               | 2015–16             | Serie A              | 38       | 6        | 2            | 0            | 6        | 2        | —    | —    | 46        | 8         |
| Napoli               | 2016–17             | Serie A              | 38       | 12       | 3            | 1            | 8        | 2        | —    | —    | 49        | 15        |
| Napoli               | 2017–18             | Serie A              | 38       | 7        | 1            | 0            | 10       | 0        | —    | —    | 49        | 7         |
| Napoli               | 2018–19             | Serie A              | 13       | 0        | 0            | 0            | 6        | 1        | —    | —    | 19        | 1         |
| Napoli               | Tổng cộng           | Tổng cộng            | 408      | 100      | 30           | 5            | 80       | 16       | 2    | 0    | 520       | 121       |
| Đại Liên Nhất Phương | 2019                | Chinese Super League | 28       | 2        | 3            | 1            | —        | —        | —    | —    | 31        | 3         |
| Đại Liên Nhất Phương | 2020                | Chinese Super League | 14       | 2        | 0            | 0            | —        | —        | —    | —    | 14        | 2         |
| Đại Liên Nhất Phương | Tổng cộng           | Tổng cộng            | 42       | 4        | 3            | 1            | —        | —        | —    | —    | 45        | 5         |
| IFK Göteborg         | 2021                | Allsvenskan          | 6        | 1        | 0            | 0            | —        | —        | —    | —    | 6         | 1         |
| IFK Göteborg         | Tổng cộng           | Tổng cộng            | 6        | 1        | 0            | 0            | —        | —        | —    | —    | 6         | 1         |
| Trabzonspor          | 2021–22             | Süper Lig            | 26       | 2        | 2            | 0            | 4        | 0        | —    | —    | 32        | 2         |
| Trabzonspor          | 2022–23             | Süper Lig            | 23       | 3        | 3            | 0            | 6        | 1        | 1    | 0    | 33        | 4         |
| Trabzonspor          | Tổng cộng           | Tổng cộng            | 49       | 5        | 5            | 0            | 10       | 1        | 1    | 0    | 65        | 6         |
| Tổng cộng sự nghiệp  | Tổng cộng sự nghiệp | Tổng cộng sự nghiệp  | 576      | 121      | 47           | 8            | 90       | 17       | 3    | 0    | 716       | 146       |

### Đội tuyển quốc gia
| Đội tuyển quốc gia | Năm       | Số lần ra sân | Số bàn thắng |
| ------------------ | --------- | ------------- | ------------ |
| Slovakia           | 2007      | 9             | 2            |
| Slovakia           | 2008      | 9             | 3            |
| Slovakia           | 2009      | 11            | 3            |
| Slovakia           | 2010      | 13            | 0            |
| Slovakia           | 2011      | 9             | 0            |
| Slovakia           | 2012      | 9             | 2            |
| Slovakia           | 2013      | 8             | 1            |
| Slovakia           | 2014      | 7             | 3            |
| Slovakia           | 2015      | 8             | 3            |
| Slovakia           | 2016      | 12            | 3            |
| Slovakia           | 2017      | 8             | 1            |
| Slovakia           | 2018      | 8             | 1            |
| Slovakia           | 2019      | 9             | 3            |
| Slovakia           | 2020      | 5             | 1            |
| Slovakia           | 2021      | 9             | 0            |
| Slovakia           | 2022      | 1             | 0            |
| Slovakia           | 2023      | 2             | 0            |
| Tổng cộng          | Tổng cộng | 138           | 26           |

### Bàn thắng quốc tế
| #  | Ngày                 | Địa điểm                                               | Đối thủ              | Bàn thắng | Kết quả | Giải đấu                    |
| -- | -------------------- | ------------------------------------------------------ | -------------------- | --------- | ------- | --------------------------- |
| 1  | 13 tháng 10 năm 2007 | Sân vận động Zimný, Dubnica nad Váhom, Slovakia        | San Marino           | 1–0       | 7–0     | Vòng loại Euro 2008         |
| 2  | 21 tháng 11 năm 2007 | Sân vận động Olimpico, Serravalle, San Marino          | San Marino           | 3–0       | 5–0     | Vòng loại Euro 2008         |
| 3  | 6 tháng 9 năm 2008   | Tehelné pole, Bratislava, Slovakia                     | Bắc Ireland          | 2–0       | 2–1     | Vòng loại World Cup 2010    |
| 4  | 19 tháng 11 năm 2008 | Sân vận động Dubňom, Žilina, Slovakia                  | Liechtenstein        | 1–0       | 4–0     | Giao hữu                    |
| 5  | 19 tháng 11 năm 2008 | Sân vận động Dubňom, Žilina, Slovakia                  | Liechtenstein        | 2–0       | 4–0     | Giao hữu                    |
| 6  | 10 tháng 2 năm 2009  | Sân vận động Tsirion, Limassol, Síp                    | Ukraina              | 2–2       | 2–3     | Giao hữu                    |
| 7  | 5 tháng 9 năm 2009   | Tehelné pole, Bratislava, Slovakia                     | Cộng hòa Séc         | 2–1       | 2–2     | Vòng loại World Cup 2010    |
| 8  | 14 tháng 11 năm 2009 | Tehelné pole, Bratislava, Slovakia                     | Hoa Kỳ               | 1–0       | 1–0     | Giao hữu                    |
| 9  | 15 tháng 8 năm 2012  | Sân vận động TRE-FOR Park, Odense, Đan Mạch            | Đan Mạch             | 2–1       | 3–1     | Giao hữu                    |
| 10 | 12 tháng 10 năm 2012 | Sân vận động Pasienky, Bratislava, Slovakia            | Latvia               | 1–0       | 2–1     | Vòng loại World Cup 2014    |
| 11 | 10 tháng 9 năm 2013  | Sân vận động Dubňom, Žilina, Slovakia                  | Bosna và Hercegovina | 1–0       | 1–2     | Vòng loại World Cup 2014    |
| 12 | 12 tháng 10 năm 2014 | Borisov Arena, Barysaw, Belarus                        | Belarus              | 1–0       | 3–1     | Vòng loại Euro 2016         |
| 13 | 12 tháng 10 năm 2014 | Borisov Arena, Barysaw, Belarus                        | Belarus              | 2–1       | 3–1     | Vòng loại Euro 2016         |
| 14 | 18 tháng 11 năm 2014 | Sân vận động Dubňom, Žilina, Slovakia                  | Phần Lan             | 2–0       | 2–1     | Giao hữu                    |
| 15 | 14 tháng 6 năm 2015  | Sân vận động Dubňom, Žilina, Slovakia                  | Bắc Macedonia        | 2–0       | 2–1     | Vòng loại Euro 2016         |
| 16 | 12 tháng 10 năm 2015 | Sân vận động Josy Barthel, Luxembourg City, Luxembourg | Luxembourg           | 1–0       | 4–2     | Vòng loại Euro 2016         |
| 17 | 12 tháng 10 năm 2015 | Sân vận động Josy Barthel, Luxembourg City, Luxembourg | Luxembourg           | 4–2       | 4–2     | Vòng loại Euro 2016         |
| 18 | 29 tháng 5 năm 2015  | WWW Arena, Augsburg, Đức                               | Đức                  | 1–1       | 3–1     | Giao hữu                    |
| 19 | 15 tháng 6 năm 2016  | Sân vận động Pierre-Mauroy, Lille, Pháp                | Nga                  | 2–0       | 2–1     | Euro 2016                   |
| 20 | 11 tháng 11 năm 2016 | Sân vận động Antona Malatinského, Trnava, Slovakia     | Litva                | 4–0       | 4–0     | Vòng loại World Cup 2018    |
| 21 | 10 tháng 6 năm 2017  | Sân vận động LFF, Vilnius, Litva                       | Litva                | 2–0       | 2–1     | Vòng loại World Cup 2018    |
| 22 | 13 tháng 10 năm 2018 | Sân vận động Antona Malatinského, Trnava, Slovakia     | Cộng hòa Séc         | 1–1       | 1–2     | UEFA Nations League 2018–19 |
| 23 | 11 tháng 6 năm 2019  | Bakcell Arena, Baku, Azerbaijan                        | Azerbaijan           | 3–1       | 5–1     | Vòng loại Euro 2020         |
| 24 | 11 tháng 6 năm 2019  | Bakcell Arena, Baku, Azerbaijan                        | Azerbaijan           | 4–1       | 5–1     | Vòng loại Euro 2020         |
| 25 | 19 tháng 6 năm 2019  | Sân vận động Antona Malatinského, Trnava, Slovakia     | Azerbaijan           | 2–0       | 2–0     | Vòng loại Euro 2020         |
| 26 | 14 tháng 10 năm 2020 | Sân vận động Antona Malatinského, Trnava, Slovakia     | Israel               | 1–0       | 2–3     | UEFA Nations League 2020–21 |

## Danh hiệu
Napoli
- Coppa Italia: 2011–12, 2013–14[1]
- Supercoppa Italiana: 2014[1]

Trabzonspor
- Süper Lig: 2021–22
- Turkish Super Cup: 2022

### Cá nhân
- Giải Peter Dubovský (2): 2007, 2008
- Cầu thủ trẻ xuất sắc nhất Serie A (1): 2008
- Cầu thủ bóng đá Slovakia xuất sắc nhất năm (2): 2009, 2010